# Teleogryllus longelytrum
Teleogryllus longelytrum är en insektsart som först beskrevs av Andrej Vasiljevitj Gorochov 1988.  Teleogryllus longelytrum ingår i släktet Teleogryllus och familjen syrsor. Inga underarter finns listade i Catalogue of Life.